# SN 1956K
SN 1956K – supernowa odkryta 11 lutego 1956 roku w galaktyce PGC0045982. W momencie odkrycia miała maksymalną jasność 19,60m.